# Massimo IV Saigh
Massimo IV, in arabo: مكسيموس الرابع الصايغ, nato Amine Rizkallah Saigh (Aleppo, 10 aprile 1878 – Beirut, 5 novembre 1967), è stato un cardinale e patriarca cattolico siriano, patriarca di Antiochia dei Melchiti.

## Biografia
Amine Rizkallah Saigh nacque il 10 aprile 1878 ad Aleppo, allora nell'Impero ottomano. Il suo cognome è elencato come Saigh, Saygh e Sayegh. Era figlio di Rizkallah Saigh e Catherine Turkmani, entrambi fedeli della Chiesa cattolica greco-melchita.

### Studi e formazione
Compì gli studi iniziali presso la scuola elementare francescana di Aleppo. Dopo aver scelto di seguire la sua vocazione sacerdotale, nel 1893, all'età di 15 anni, entrò nel Seminario Diocesano di Sant'Anna a Gerusalemme, dove completò la sua formazione secondaria nel 1903. Successivamente insegnò letteratura araba presso lo stesso Seminario dal 1903 fino al 1906. Il 28 luglio 1905, si unì alla Società dei Missionari di San Paolo, fondata da Germanos Mouakkad, arcieparca di Baalbek, nel 1903. Entrando nella congregazione prese il nome religioso di Giuseppe. Conseguì poi il diploma in studi avanzati in teologia e filosofia.

### Ministero sacerdotale
Venne ordinato presbitero il 17 settembre 1905, nella piccola chiesa di Roumiet-el-matn, da Kyrillos VIII Geha, patriarca di Antiochia dei Melchiti. Ritornò poi al suo incarico di professore al Seminario di Sant'Anna a Gerusalemme, dove rimase fino al 1908. Successivamente, si trasferì in una delle case della sua società, ad Harissa. Lì predicò esercizi spirituali e organizzò missioni per la sua congregazione. Nel 1908, fu nominato da mons. Mouakkad assistente al Sinodo della Chiesa Cattolica Greco-Melchita ad Ain-Traz, nell'attuale Libano. Ricoprì lì il ruolo di direttore della rivista Al-Maçarrat, contribuendo con rilevanti articoli teologici, apologetici e storici. Nel 1912, venne eletto Superiore Generale dei Missionari di San Paolo, occupando la carica fino alla sua promozione all'episcopato.

### Ministero episcopale
Venne eletto arcieparca di Tiro dei Melchiti e consacrato il giorno stesso, 30 agosto 1919, a Damasco, da Dimitrios I Cadi, patriarca di Antiochia dei Melchiti, assistito da Ignace Homsi, arcivescovo titolare di Tarso dei Melchiti, e Flavien Cyrille Kfoury, arcieparca di Homs dei Melchiti. Scelse come suo motto episcopale ΣΝ AIAΠE NIKA. Nel 1921, la Santa Sede lo designò come visitatore apostolico per le comunità cattoliche greco-melchite in Nord America. Più tardi, ricevette anche l'incarico di visitatore apostolico in tutte le congregazioni religiose melchiti. Saigh riorganizzò e costruì numerose scuole e chiese e pubblicò diverse opere liturgiche. Alla morte del patriarca Cadi, la Santa Sede lo nominò vicario patriarcale locum tenens, ovvero sostituto provvisorio durante la sede vacante, dal 30 ottobre 1925 fino al 10 novembre 1926 al momento dell'elezione del nuovo patriarca Kyrillos IX Moghabghab.
Venne trasferito alla sede metropolitana dell'arcieparchia di Beirut e Jbeil, il 30 agosto 1933. Nel 1935, in collaborazione con i compagni del suo ordine, fondò la Suore Missionarie di Nostra Signora del Perpetuo Soccorso ad Harissa, odierno Libano. Il 25 maggio 1943, venne nominato Assistente presso il Pontificio Trono. Dopo la morte del patriarca Kyrillos IX Moghabghab, avvenuta l'8 settembre 1947, il Sinodo della Chiesa Cattolica Greco-Melchita lo elesse come nuovo patriarca di Antiochia dei Melchiti, il 30 ottobre 1947. Assunse il nome patriarcale di Massimo IV Saigh. La conferma dell'elezione da parte di Papa Pio XII arrivò quasi un anno dopo, il 21 giugno 1948. In concomitanza con il patriarcato di Antiochia, tenne ad personam quelli di Damasco, Alessandria e di Gerusalemme dei Melchiti. Come i suoi predecessori, ricevette il titolo onorifico di protettore spirituale del Militare Ordine Ospedaliero di San Lazzaro di Gerusalemme.

### Il Concilio Vaticano II
Come ogni altro vescovo, ed essendo il primate della Chiesa cattolica greco-melchita, Massimo IV venne chiamato a prendere parte al Concilio Ecumenico Vaticano II come padre conciliare. Partecipò a tutte e quattro le sessioni del Concilio. Lì, esprimendosi in francese anziché in latino, prese parola molte volte, malgrado l'età avanzata, difendendo diverse cause. Tra queste l'esortazione alla riconciliazione tra la Chiesa cattolica e le Chiese ortodosse orientali e il sostegno della tradizione orientale del cristianesimo. Il suo impegno e la sua dedizione, gli fecero guadagnare un gran rispetto presso gli osservatori ortodossi al Concilio, che tuttora non si sono rappacificati con le Chiese di Rito orientale per essersi dissociate e sottomesse all'autorità del vescovo di Roma, in particolare quello del patriarca ecumenico di Costantinopoli Atenagora.
Una delle cause più a cuore del patriarca Massimo IV fu l'avversità alla latinizzazione delle chiese cattoliche orientali, sollecitando una maggiore ricettività alle tradizioni cristiane orientali, soprattutto nella zona di ecclesiologia, esprimendosi sull'argomento con particolare forza. Di seguito è riportata uno degli interventi al riguardo:
Al Concilio sostenne con successo l'uso delle lingue vernacolari per i servizi liturgici, asserendo che:
Durante le sessioni, ribadì anche al riguardo della questione delle indulgenze, spiegando che:

### Cardinale
Papa Paolo VI lo creò cardinale, primo nella lista, nel suo primo concistoro, in data 2 febbraio 1965. Anche in precedenza gli era stata offerta la berretta cardinalizia, e per tre volte rifiutò tale onore con la motivazione che "per un Patriarca accettare il cardinalato è tradimento". Le obiezioni del Patriarca Massimo IV erano radicate nella storia e nell'ecclesiologia: egli sosteneva che i Patriarchi delle Chiese orientali erano capi delle loro rispettive chiese e successori nelle loro rispettive sedi, essendo sottomessi solo al Romano Pontefice, ma non erano subordinati ai cardinali la cui posizione era quella di essere membri del principale clero della diocesi di Roma. Egli inoltre sosteneva che il rango di patriarca dovesse essere subordinato soltanto al Papa, argomento ripetutamente confermato da concili ecumenici del passato e mai esplicitamente revocato da qualsiasi Papa. Essendo tale non sarebbe opportuno per lui o per altri Patriarchi cattolici orientali di accettare il rango di cardinale che implicava compiti spettanti a titolari della Chiesa latina con un rango clericale subordinato, al contrario, ad essere responsabili delle loro rispettive chiese e successori alla loro rispettiva apostolica sede uniti sotto la guida del Sommo Pontefice.
L'11 febbraio 1965, Papa Paolo VI, rilasciando il motu proprio Ad purpuratorum Patrum Collegium, decretò che i patriarchi orientali che sono stati ammessi al Collegio dei Cardinali sarebbero dovuti appartenere all'ordine dei cardinali vescovi, posizionati dopo i cardinali vescovi delle sedi suburbicarie, ma, non facendo parte del clero romano, non sarebbe stato loro assegnata nessuna sede suburbicaria, titolo cardinalizio o diaconia, facendo diventare le loro sedi patriarcali le loro sedi cardinalizie. Questo decreto di Papa Paolo VI soddisfece molte delle preoccupazioni del patriarca Massimo che finalmente decise di accettare il cardinalato. Così egli ricevette il titolo di cardinale vescovo.
L'accettazione da parte del patriarca del cardinalato è stato però fonte di discussione e avversione da parte di alcuni vescovi, in particolare Elias Zoghbi, vicario patriarcale per la Sede di Alessandria, Cairo e il Sudan. Quest'ultimo si oppose all'accettazione del cardinalato romano dal patriarca melchita, sempre con la motivazione che "il capo di una chiesa cattolica orientale non dovrebbe tenere un subalterno ufficio di rito latino" e in segno di protesta si dimise dal suo incarico. Il 14 marzo 1965, il Patriarca tenne un discorso chiarendo le sue ragioni per accettare il cardinalato e perché il decreto del Papa in merito ai Patriarchi Orientali elevati al cardinalato ne ha cambiato la natura: i cardinali non erano più solo un'istituzione all'interno della Chiesa latina, ma divenivano il senato di tutta la Chiesa cattolica. Inoltre, secondo le nuove regole, per un cardinale patriarca orientale non significava di accettare una posizione subordinata nel clero della Chiesa latina, ma era un modo per il Papa di estendere ulteriormente ai Patriarchi orientali un ruolo aggiuntivo nell'aiutarlo a governare la Chiesa universale.
Il 22 novembre 1965, venne assegnata al Patriarca la Basilica di Santa Maria in Cosmedin per le celebrazioni religiose, mentre si trovava a Roma. In conformità con il motu proprio Ad purpuratorum Patrum Collegium, non gli venne assegnato il titolo della diaconia romana associata con la chiesa (il titolo di cardinale diacono di Santa Maria in Cosmedin), ma venne accolto dal cardinale Francesco Roberti, che tenne la chiesa titolare dal 15 dicembre 1958 fino a che quest'ultimo venne elevato al rango di cardinale presbitero, il 26 giugno 1967.

### Morte
Il cardinale Massimo IV Saigh morì la domenica del 5 novembre 1967, alle 03:10, a causa di un cancro contro cui lottava da tempo, a Beirut. Aveva compiuto 89 anni. I suoi resti imbalsamati vennero esposti nella cappella dell'arcieparchia di Beirut e Jbeil da quel giorno fino al mercoledì, quando il corpo venne trasferito alla cattedrale di Saint-Élie. Il funerale si svolse venerdì 10 novembre 1967, alle ore 10, in quella cattedrale. Erano presenti il presidente della Repubblica, il presidente della Camera, il presidente del Consiglio, i cardinali patriarchi Paul Pierre Méouchi di Antiochia dei Maroniti e Ignace Gabriel I Tappouni di Antiochia dei Siri, numerose autorità civili e rappresentanti delle comunità ortodosse, protestanti e musulmani. Dopo il funerale, il corpo venne trasferito a Damasco, in Siria, ed esposto nella cattedrale di quella città. Lì, un ulteriore funerale si svolse il giorno stesso alle 03:00. Papa Paolo VI inviò un messaggio di condoglianze tramite il cardinale Amleto Giovanni Cicognani, segretario di Stato, e chiese a mons. Antonio Petti, incaricato d'affari ad interim della nunziatura in Siria, di essere il suo rappresentante personale al funerale. Furono presenti i membri del corpo diplomatico accreditato presso il governo siriano, rappresentanti del governo, l'esercito e la sicurezza interna, l'intera gerarchia siriana, un rappresentante del Patriarca ecumenico Atenagora, il Patriarca Siro-ortodosso Ignazio Giacobbe III in persona, rappresentanti del Patriarcato greco-ortodosso, il rappresentante del patriarca latino di Gerusalemme, nonché i delegati delle comunità protestanti e musulmane, e una moltitudine immensa di fedeli. L'omelia venne pronunciata dal arcivescovo titolare Joseph Elias Tawil di Mira dei Melchiti. Alle 20:00, in quello stesso giorno, il corpo venne portato in processione alla luce delle candele e depositato nella cripta dei patriarchi e dei vescovi, che era stata costruita in quell'anno sotto la sagrestia della cattedrale. Tre anni più tardi, secondo la sua volontà, i suoi resti furono trasferiti e sepolti in una tomba che egli fece costruire nella casa madre della Suore Missionarie di Nostra Signora del Perpetuo Soccorso ad Harissa, in Libano.

## Genealogia episcopale e successione apostolica
La genealogia episcopale è:
- Vescovo Filoteo di Homs
- Patriarca Eutimio III di Chios
- Patriarca Macario III Zaim
- Vescovo Leonzio di Saidnaia
- Patriarca Atanasio III Dabbas
- Vescovo Néophytos Nasri
- Vescovo Efthymios Fadel Maalouly
- Patriarca Cirillo VII Siage, B.S.
- Patriarca Agapio III Matar, B.S.
- Patriarca Massimo III Mazloum
- Patriarca Clemente I Bahous, B.S.
- Patriarca Gregorio II Youssef-Sayour, B.S.
- Patriarca Pietro IV Geraigiry
- Patriarca Cirillo VIII Geha
- Patriarca Demetrio I Cadi
- Cardinale Massimo IV Saigh, S.M.S.P.

La successione apostolica è:
- Arcivescovo Philippe Nabaa, S.M.S.P. (1948)
- Arcivescovo Athanase Ach-Chaer, B.C. (1951)
- Arcivescovo Elias Zoghbi (1954)
- Arcivescovo Joseph Elias Tawil (1960)
- Arcivescovo Augustin Farah (1961)
- Vescovo Gabriel Abou-Saada (1961)
- Arcivescovo Paul Achkar (1961)
- Arcivescovo Néophytos Edelby, B.A. (1962)
- Arcivescovo Hilarion Capucci, B.A. (1965)
- Arcivescovo Georges Haddad (1965)
- Arcivescovo Grégoire Haddad (1965)
- Arcivescovo Nicolas Hajj, B.S. (1965)